# Veda
|  | Per a altres significats, vegeu «Veda (caça o pesca)». |

Els Veda (sànscrit: वेद, ‘coneixement’, ‘que ha estat vist’) són un conjunt d'antics texts hindús que formen part de la sruti (‘revelació’) i que són a l'origen del vedisme, religió mare de l'hinduisme. La tradició els considera el «coneixement revelat», existents des de sempre i per sempre.
Els Veda són creats per poetes vidents (kavi) fruit de les seves experiències espirituals. Tradicionalment s'han considerat com a revelacions de saviesa.
La part més antiga, el Rig-veda, sembla datar de 1800 a 1500 aC (però la transmissió oral seria més antiga) i les parts més recents datarien del 500 aC. Són el corpus de coneixences més antic de què es té constància i constitueixen la base de la literatura índia. Tracten d'astrologia-astronomia, de ritual i de com aquests es connecten amb la vida espiritual de la humanitat.
Estan compostos de quatre grans seccions: el Rig-veda (‘Saber de les estrofes’), el Yajur-veda (‘Saber de les fórmules sacrificials’), el Sama-veda (‘Saber de les melodies’) i l'Atharva-veda (‘Saber d'Atharva’, nom d'una família de sacerdots). Cada Veda té quatre subdivisions: els sahmites (mantres i benediccions), els Brahmana (comentaris i explicacions sobre rituals, cerimònies i sacrificis - Yajña), els Aranyaka (text sobre rituals, cerimònies, sacrificis i sacrificis simbòlics) i els Upanishad (textos que parlen de la meditació, la filosofia i el coneixement espiritual). Alguns estudiosos afegeixen una cinquena secció: l'Upāsanā (culte). Els textos dels Upanishad discuteixen idees semblants a les tradicions heterodoxes sramana. Els Samhita i Brahmana descriuen els rituals diaris i generalment estan pensats per a les etapes Brahmacharya i Gr̥hastha del sistema Chaturashrama, mentre que els Aranyaka i Upanishad estan pensats per al Etapes Vānaprastha i Sannyasa, respectivament.